# Halowe Mistrzostwa Europy w Lekkoatletyce 1988 – trójskok mężczyzn
Trójskok mężczyzn – jedna z konkurencji rozgrywanych podczas halowych lekkoatletycznych mistrzostw Europy w  hali Sport Csárnok w Budapeszcie. Rozegrano od razu finał 6 marca 1988. Zwyciężył reprezentant Związku Radzieckiego Oleg Sakirkin. Tytułu zdobytego na poprzednich mistrzostwach nie obronił Serge Hélan z Francji, który zajął tym razem 13. miejsce.

## Rezultaty

### Finał
Opracowano na podstawie materiału źródłowego.
| Miejsce | Zawodnik            | Wynik |
| ------- | ------------------- | ----- |
| 1       | Oleg Sakirkin       | 17,30 |
| 2       | Béla Bakosi         | 17,25 |
| 3       | Wasif Asadow        | 17,23 |
| 4       | Christo Markow      | 17,19 |
| 5       | John Herbert        | 16,87 |
| 6       | Marios Chadziandreu | 16,74 |
| 7       | Ivan Slanař         | 16,72 |
| 8       | Zdzisław Hoffmann   | 16,56 |
| 9       | Đorđe Kožul         | 16,55 |
| 10      | Dario Badinelli     | 16,54 |
| 11      | Lucian Sfiea        | 16,39 |
| 12      | Wolfgang Zinser     | 16,24 |
| 13      | Serge Hélan         | 15,88 |
| 14      | Kersten Wolters     | 15,85 |
| 15      | Arne Holm           | 15,73 |
| –       | Gyula Pálóczi       | NM    |